# Virgiliu Stoenescu
Virgiliu Stoenescu (sau George Virgil Stoenescu) (n. 1 ianuarie 1947, Brăila) este un economist și poet român, profesor la ASE București și membru al Consiliului de Administrație al Băncii Naționale a României.

## Biografie
Virgiliu Stoenescu s-a născut la data de 1 ianuarie 1947 în orașul Brăila. A urmat cursurile Liceului “Iulia Hașdeu” din București și apoi pe cele ale Facultății de Comerț Exterior din cadrul A.S.E. București, absolvite în anul 1969. Între anii 1969 și 1973 este cercetător științific la “Institutul de Economie Mondială” din București.
Academicianul Costin Murgescu, directorul Institutului, l-a trimis la studii de specializare în Franța (1971-1972). Acolo, i-a cunoscut pe Marcel Schapira și Ion Vițianu, având primul contact cu Masoneria. Reîntors în țară, obține titlul științific de doctor în economie (1973).
Lucrează apoi ca redactor-șef la revista “Tribuna Studentului Economist” (1973-1978). Ulterior devine cadru didactic la A.S.E. București, la Catedra de Istoria Gândirii Economice, având din anul 1995 gradul didactic de profesor universitar titular la aceeași catedră. Este vicepreședinte al Societății Române de Economie (S.O.R.E.C.).
Începând din anul 2004, este membru al Consiliului de administrație al Băncii Naționale a României.
La data de 2 februarie 2007, președintele României, Traian Băsescu, i-a conferit Ordinul Național "Steaua României" în grad de Cavaler, pentru "cea mai spectaculoasă perioadă de creștere de după de cel de-al Doilea Război Mondial", cu această ocazie fiind decorat întregul Consiliu de Administrație al BNR.
De asemenea, prof. dr. Virgiliu Stoenescu deține gradul de mare secretar general al Supremului Consiliu de grad 33 al Ritului Scoțian Antic și Acceptat al României.

## Activitatea literară
George Virgil Stoenescu s-a remarcat și ca poet, el desfășurând o intensă activitate literară. A debutat literar în anul 1968, în revista “Contemporanul”. Lansarea sa ca poet are loc între anii 1970-1971 la revista “Luceafărul”, unde Cezar Baltag și Fănuș Neagu îl susțin să publice intens. Debutează editorial în anul 1972 cu volumul "Cercuri la Elsinore", premiat de Asociația Scriitorilor din București. Volumul a fost ilustrat de către Angela Pașca. El este membru al Uniunii Scriitorilor din România din 1975.

### Volume publicate
- "Cercuri la Elsinore" (Ed. Eminescu, 1972) - volum premiat de Asociația Scriitorilor din București;
- Chip similar (Ed. Eminescu, 1974);
- Călărețul de aer (Ed. Cartea Românească, 1976);
- Casa a noua (Ed. Cartea Românească, 1979);
- Mâinile uitate pe cer (Ed. Cartea Românească, 1983);
- Anatomia melancoliei (Ed. Eminescu, 1991).

Următoarele volume au apărut în condiții grafice excepționale la Ed. Univers Enciclopedic, fiind însoțite de desene făcute de Mircia Dumitrescu:
- Fratele meu (2000), carte distinsă cu premiul “Mihai Eminescu” al Academiei Române;
- În crângul Alexandra (2001);
- Tânăra Circe (2001);
- Lupta cu îngerul (2002);
- Carcere (2003);
- Lumina umbrei (2004);
- Cercuri sub lună (2005);
- Dublul (2006);
- Babel (2008) [4]
- Sol (2009) [5]

## Opinia sa cu privire la rolul Masoneriei
„Rolul Masoneriei este de a corecta excesele democrației. Spun asta pentru cei intrigați de misterul masonic. Multora li se va părea paradoxal, dar să ne gândim că Hitler a venit la putere prin mijloace democratice. Acolo și atunci, Masoneria nu și-a făcut datoria, iar efectele s-au văzut. În ceea ce ne privește, un exces periculos ar fi acela de a lăsa în desuetudine rolul statului național.”—George Virgil Stoenescu